# Cantonul Vertaizon
Cantonul Vertaizon este un canton din arondismentul Clermont-Ferrand, departamentul Puy-de-Dôme, regiunea Auvergne, Franța.

## Comune
- Beauregard-l'Évêque
- Bouzel
- Chas
- Chauriat
- Espirat
- Mezel
- Moissat
- Ravel
- Reignat
- Saint-Bonnet-lès-Allier
- Vassel
- Vertaizon (reședință)